# Wilhelm von Graes
Wilhelm von Graes (* im 15. Jahrhundert; † im 16. Jahrhundert) war Domherr in Münster.

## Leben
Wilhelm von Graes wurde als Sohn des Johann von Graes und dessen Gemahlin Gertrud Rode geboren. Im Jahre 1504 absolvierte er ein Studium in Bologna und wurde Domherr in Münster. Wilhelm blieb bis zum Jahre 1506 im Besitz der Dompräbende.